# Model de caixa grisa
En matemàtiques, estadística i modelització computacional, un model de caixa grisa combina una estructura teòrica parcial amb dades per completar el model. L'estructura teòrica pot variar des d'informació sobre la suavitat dels resultats fins a models que només necessiten valors de paràmetres de dades o literatura existent. Així, gairebé tots els models són models de caixa grisa, a diferència de la caixa negra, on no s'assumeix cap forma de model, o models de caixa blanca que són purament teòrics. Alguns models assumeixen una forma especial, com ara una regressió lineal o una xarxa neuronal. Aquests tenen mètodes d'anàlisi especials. En particular, les tècniques de regressió lineal són molt més eficients que la majoria de les tècniques no lineals. El model pot ser determinista o estocàstic (és a dir, que conté components aleatoris) depenent del seu ús previst.

## Formulari del model
El cas general és un model no lineal amb una estructura teòrica parcial i algunes parts desconegudes derivades de les dades. Els models amb estructures teòriques diferents s'han d'avaluar individualment, possiblement utilitzant recuit simulat o algoritmes genètics.
Dins d'una estructura de model concreta, pot ser necessari trobar paràmetres o relacions de paràmetres variables. Per a una estructura concreta, se suposa arbitràriament que les dades consisteixen en conjunts de vectors d'alimentació f, vectors de producte p i vectors de condicions de funcionament c.  Normalment, c contindrà valors extrets de f, així com altres valors. En molts casos, un model es pot convertir en una funció de la forma:
m(f,p,q)
on la funció vectorial m dóna els errors entre les dades p i les prediccions del model. El vector q dóna alguns paràmetres variables que són les parts desconegudes del model.
Els paràmetres q varien amb les condicions de funcionament c d'una manera que es pot determinar.  Aquesta relació es pot especificar com q = Ac on A és una matriu de coeficients desconeguts, i c com en la regressió lineal inclou un terme constant i possiblement valors transformats de les condicions de funcionament originals per obtenir relacions no lineals entre les condicions de funcionament originals i q. Aleshores, es tracta de seleccionar quins termes d'A són diferents de zero i assignar-los els valors. La finalització del model esdevé un problema d'optimització per determinar els valors diferents de zero d'A que minimitza els termes d'error m(f,p,Ac) sobre les dades.

## Finalització del model
Un cop feta una selecció de valors diferents de zero, els coeficients restants d'A es poden determinar minimitzant m(f, p, Ac) sobre les dades respecte als valors diferents de zero d'A, normalment mitjançant mínims quadrats no lineals. La selecció dels termes diferents de zero es pot fer mitjançant mètodes d'optimització com ara el recuit simulat i els algoritmes evolutius. A més, els mínims quadrats no lineals poden proporcionar estimacions de precisió per als elements d'A que es poden utilitzar per determinar si són significativament diferents de zero, proporcionant així un mètode de selecció de termes.
De vegades és possible calcular valors de q per a cada conjunt de dades, directament o mitjançant mínims quadrats no lineals. Aleshores, es pot utilitzar la regressió lineal més eficient per predir q utilitzant c, seleccionant així els valors diferents de zero a A i estimant els seus valors. Un cop localitzats els valors diferents de zero, es poden utilitzar mínims quadrats no lineals en el model original m(f, p, Ac) per refinar aquests valors.
Un tercer mètode és la inversió del model, que converteix la funció no lineal m(f, p, Ac) en una forma lineal aproximada en els elements d'A, que es pot examinar mitjançant una selecció eficient de termes i l'avaluació de la regressió lineal. Per al cas simple d'un únic valor q(q = a T c) i una estimació q* de q. Posant d q = una T c − q* dóna
m(f,p,aTc) = m(f,p,q* + d q) ≈ m(f,pq*) + d q m'(f,p,q*) = m(f,pq*) + (aTc − q*) m'(f,p,q*)
de manera que una T ara es troba en una posició lineal amb tots els altres termes coneguts, i per tant es pot analitzar mitjançant tècniques de regressió lineal. Per a més d'un paràmetre, el mètode s'estén de manera directa.  Després de comprovar que el model s'ha millorat, aquest procés es pot repetir fins a la convergència. Aquest enfocament té els avantatges que no necessita que els paràmetres q es puguin determinar a partir d'un conjunt de dades individual i la regressió lineal es basa en els termes d'error originals.

## Validació del model
Quan hi hagi prou dades disponibles, es recomana dividir les dades en un conjunt de construcció de models separat i un o dos conjunts d'avaluació. Això es pot repetir utilitzant múltiples seleccions del conjunt de construcció i els models resultants es poden promediar o utilitzar per avaluar les diferències de predicció.
Una prova estadística com la khi quadrat sobre els residuals no és particularment útil. La prova de khi quadrat requereix desviacions estàndard conegudes que poques vegades estan disponibles, i les proves fallides no donen cap indicació de com millorar el model. Hi ha una sèrie de mètodes per comparar models imbricats i no imbricats. Aquests inclouen la comparació de prediccions del model amb dades repetides.
Un intent de predir els residuals m(,) amb les condicions operatives c mitjançant una regressió lineal mostrarà si els residuals es poden predir.  Els residuals que no es poden predir ofereixen poques perspectives de millorar el model utilitzant les condicions operatives actuals.  Els termes que sí que prediuen els residuals són termes prospectius per incorporar al model per millorar-ne el rendiment.
La tècnica d'inversió de models anterior es pot utilitzar com a mètode per determinar si un model es pot millorar. En aquest cas, la selecció de termes diferents de zero no és tan important i es pot fer una predicció lineal utilitzant els vectors propis significatius de la matriu de regressió. Els valors d'A determinats d'aquesta manera s'han de substituir al model no lineal per avaluar les millores en els errors del model. L'absència d'una millora significativa indica que les dades disponibles no són capaces de millorar la forma actual del model utilitzant els paràmetres definits. Es poden inserir paràmetres addicionals al model per fer aquesta prova més completa.